# 리 스노우든

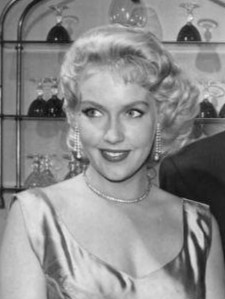

리 스노우든(Leigh Snowden, 1929년 6월 23일 ~ 1982년 5월 11일)은 미국의 배우, 연극 배우, 텔레비전 배우, 영화배우이다.
노스할리우드에서 사망하였다. 사인은 암이다.

## 영화
- 핫 로드 럼블 (1957년)
- 프란시스 인 더 네이비 (1955년)
- 순정에 맺은 사랑 (1955년)
- 키스 미 데들리 (1955년)